# Constable (New York)
Pour les articles homonymes, voir Constable.
Constable est une municipalité du comté de Franklin dans l'État de New York aux États-Unis, située près de la frontière canadienne. Lors du recensement de 2010, sa population est de 1 566 habitants. 

## Histoire
La ville a été nommée d'après William Constable, un membre de l'association des propriétaires d'origine du territoire.

## Géographie
La municipalité s'étend sur 32,82 milles carrés (85 km2).

## Démographie
| Groupe            | Constable | New York | États-Unis |
| ----------------- | --------- | -------- | ---------- |
| Blancs            | 97,0      | 65,8     | 72,4       |
| Métis             | 0,5       | 3,0      | 2,9        |
| Amérindiens       | 1,0       | 0,6      | 0,9        |
| Afro-Américains   | 0,4       | 15,9     | 12,6       |
| Autres            | 1,1       | 14,7     | 11,2       |
| Total             | 100       | 100      | 100        |
|                   |           |          |            |
| Latino-Américains | 1,0       | 17,6     | 16,7       |

Selon l'American Community Survey pour la période 2010-2014, 96,64 % de la population âgée de plus de 5 ans déclare parler l'anglais à la maison, 2,10 % déclare parler le français, 0,56 % l'espagnol et 0,70 % une autre langue.